# Râul Bolătău, Cracăul Alb
Râul Bolătău este un curs de apă, afluent al râului Cracăul Alb. 

## Hărți
- Parcul Vânători-Neamț